# Bertihütte
Die Bertihütte (italienisch Rifugio Berti, vollständiger Name Rifugio Antonio Berti al Popera) ist eine Schutzhütte des Club Alpino Italiano (CAI) in den Sextner Dolomiten. Sie befindet sich auf einer Höhe von 1950 m s.l.m. am unteren Ende des Poperatals auf dem Gebirgskamm des Creston Popera, der zu der Gebirgsgruppe der Popera-Dolomiten gehört. Die Hütte gehört zur Gemeinde Comelico Superiore in der Provinz Belluno.

## Geschichte
Die Bertihütte wurde zwischen 1960 und 1961 von der CAI Sektion Padua erbaut und 1962 eröffnet. Sie ersetzte das etwa 30 Gehminuten entfernte und hundert Meter höher gelegene Rifugio Olivo Sala al Popera. Letzteres war 1924 als Rifugio Popera von der Sektion in einer ehemaligen italienischen Kriegsbaracke aus dem Ersten Weltkrieg eingerichtet worden und wurde 1930 nach dem italienischen Abschnittskommandanten General Olivo Sala umbenannt. Die beengten Verhältnisse im Rifugio Sala ließen bei der Sektion den Entschluss reifen, eine neue Schutzhütte zu errichten. Die 1984 umgebaute Bertihütte erhielt ihren Namen nach dem Arzt und Bergsteiger 
Antonio Berti (17. Januar 1882 – 8. Dezember 1956). Antonio Berti wirkte maßgeblich an der Erschließung der östlichen Dolomiten mit, wo er über 100 Erstbesteigungen und Erstbegehungen ausführte.

## Zugänge und Übergänge
Der einfachste Zugang erfolgt über die Fahrstraße, die bei Valgrande von der Karnischen Dolomitenstraße abzweigt, durch das Risenatal bis zur Lunellihütte (1568 m), wo sich ein Wanderparkplatz befindet. Von dort kann dann kann der Aufstieg zur Bertihütte in einer Stunde bewältigt werden. Alternativ kann die Bertihütte vom Kreuzbergpass ostwärts vorbei am Arzalpenkopf (2371 m) über den Pian della Biscia-Sattel (1942 m) in 2,5 h erreicht werden.
Von der Bertihütte ausgehend kann zunächst der Aufstieg zur Sentinellascharte (2717 m) erfolgen. Von dort sind die Zsigmondyhütte (2224 m) über den Alpinisteig, die Talschlusshütte (1526 m) über die Anderter Alm und die Rotwandwiesenhütte (1924 m) über die Rotwandwiesen erreichbar. Der Übergang zur Carduccihütte (2297 m) erfolgt über die Klettersteige Aldo Roghal und Gabriella, zwischen denen sich das Cadore-Biwak (2219 m) befindet.

## Gipfelbesteigungen
Ein lohnendes Ziel ist die Besteigung der Sextner Rotwand (2965 m) über deren Südseite. Hierzu steigt man zunächst von der Bertihütte das Poperatal auf, bis kurz vor der Sentinellascharte der Klettersteig Zandonella in Richtung Gipfel abzweigt. Das Gipfelkreuz der Sextner Rotwand liegt in einer Höhe von 2.936 m. Der Hauptgipfel und höchster Punkt ist der Vinatzerturm (2965 m). Der Abstieg kann über die Anderter Scharte (2698 m) zum Burgstall erfolgen. Von dort kann weiter bis zu den Rotwandwiesen, von wo ein Gondellift ins Tal nach Sexten/Moos führt, oder ostwärts gewandt über den Arzalpensattel oder Pian della Biscia-Scharte zur Bertihütte zurückgekehrt werden. Eine einfache Tour kann zum Arzalpenkopf (2371 m), auch als Achtergipfel der Sextner Sonnenuhr bezeichnet, führen. Der Aufstieg erfolgt zunächst auf dem Gebirgskamm des Creston Popera bis zur ehemaligen Sala-Hütte. Von dort geht der Weg in Richtung Arzalpensattel weiter, wo kurz vorher der Weg zum Gipfel abzweigt. Der Rückweg erfolgt auf demselben Weg oder über den Arzalpensattel.

## Bildergalerie

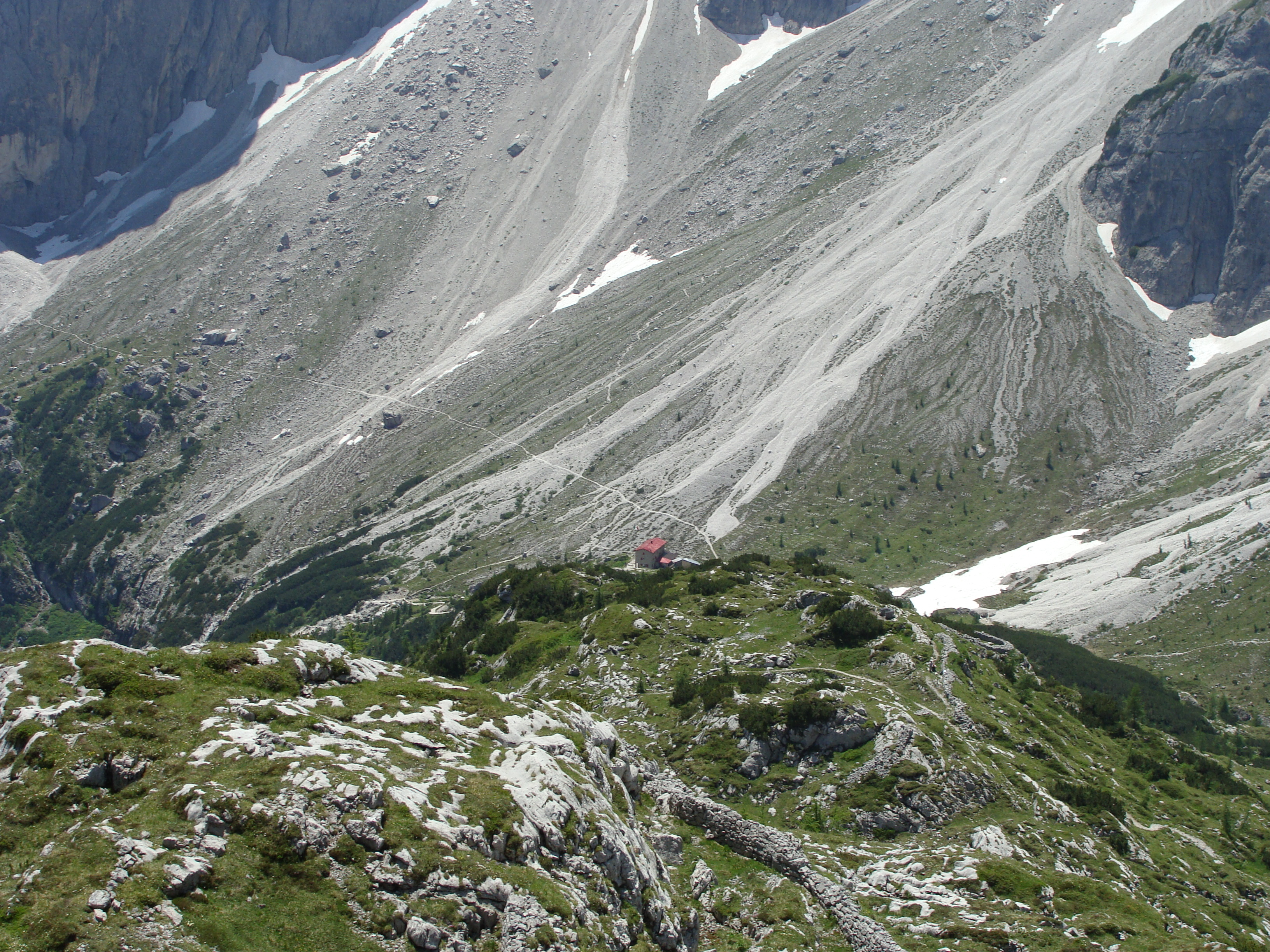
Bertihütte auf dem Gebirgskamm des Creston Popera
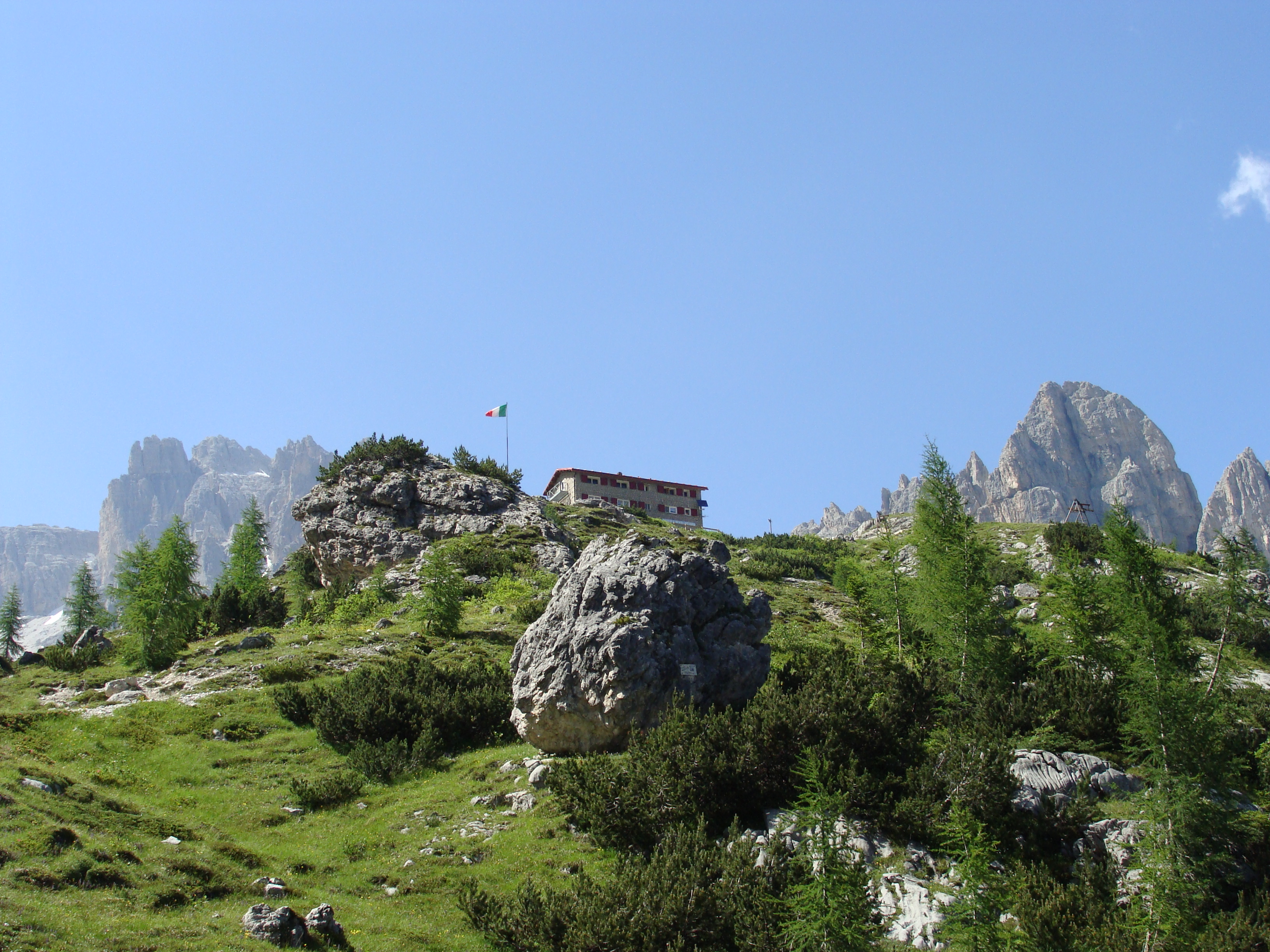
Bertihütte zwischen Sextner Rotwand und Neuner im Hintergrund
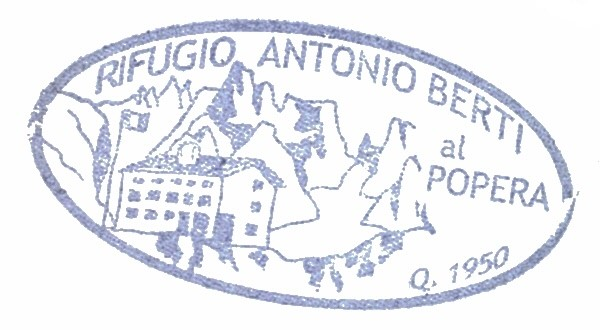
Hüttenstempel 1
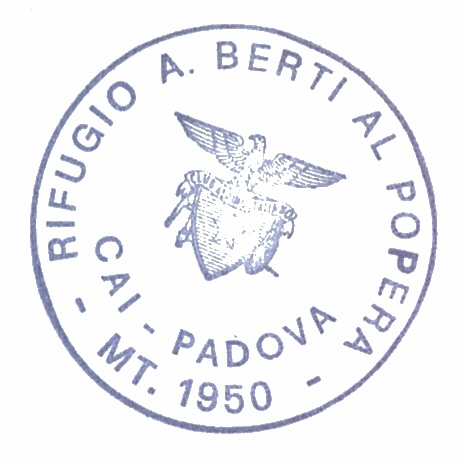
Hüttenstempel 2
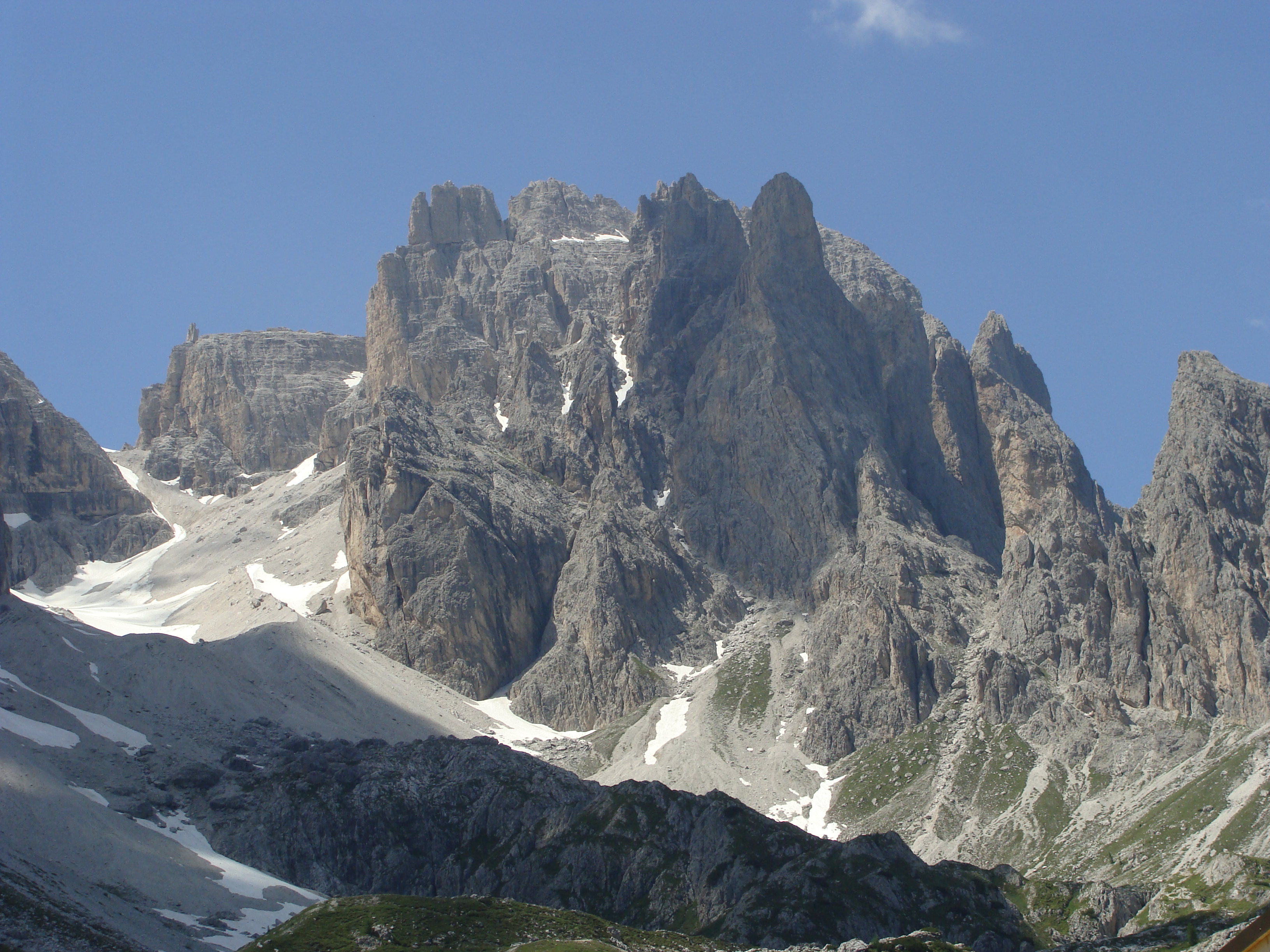
Sextner Rotwand (Südseite) mit Poperatal und Sentinellascharte (links)
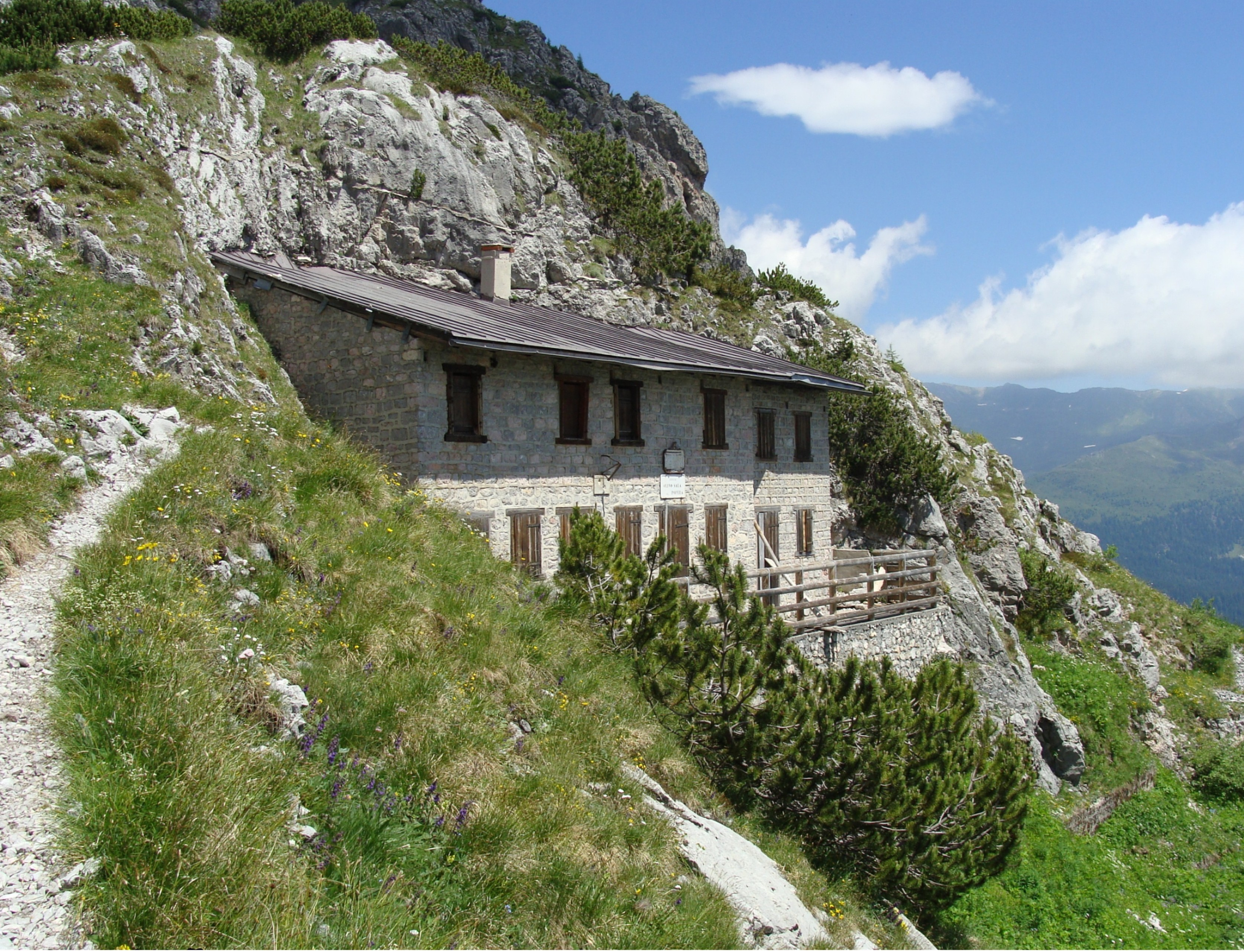
Rifugio Olivo Sala